# Зорзовилис, Зинон
Зинон Зорзовилис (греч.  Ζήνων Ζορζοβίλης, Велвендо́с Западная Македония 1921 — 20 января 1997) — греческий журналист и переводчик, коммунист, участник антифашистского Сопротивления (1941—1944), Гражданской войны в Греции (1946—1949) и борьбы против военной диктатуры (1967—1974).
Деятель Коммунистической партии Греции, пять раз избирался в состав Центрального комитета партии.

## Биография
Зинон Зорзовилис родился в 1921 году в многодетной семье в западномакедонском городке Велвендо́с.
С началом тройной, германо-итало-болгарской, оккупации Греции вступил в 1941 году в организацию молодёжи Коммунистической партии Греции (ΟΚΝΕ) и в созданный греческими коммунистами Освободительный фронт (ЭАМ).
Был задействован в деятельности Всегреческой организации молодёжи (ЭПОН).
Представлял округ Велвендос — Сервиа на Первом всемакедонском съезде ЭПОН в горах Пиерия в 1943 году.
Последовательно стал членом руководства организации западномакедонского нома Козани и номов Иматия и Пелла (Центральная Македония).
После освобождения Греции в октябре 1944 года и британской военной интервенции в декабре наступил период т. н. «Белого террора», в ходе которого бывшие коллаборационисты преследовали и терроризировали участников Сопротивления.
Зорзовилис, будучи видным деятелем Сопротивления, также преследовался, был арестован несколько раз и подвергся избиениям.
Продолжающийся террор привёл в конце 1946 года к Гражданской войне (1946—1949).
Зорзовилис вступил в Демократическую армию в 1947 году.
Был задействован в бюро пропаганды при генеральном штабе и издавал газету «Молодой боец» («Νέος Μαχητής») и состоял в редакции газеты генштаба Порыв («Εξόρμηση»).
С поражением Демократической армии оказался в вынужденной эмиграции в далёком Ташкенте.
В 1967 году, с установлением в Греции военной диктатуры, был направлен на партийную работу среди греческих рабочих в Западной Европе, после чего (1969) тайно прибыл в Грецию для ведения подпольной деятельности.
Был задействован в подпольном издании органа компартии, газеты «Ризоспастис».
В 1970 году был арестован охранкой и осуждён к пожизненному заключению.
В августе 1973 года, в ходе всеобщей амнистии, был освобождён.
Однако в ноябре того же года, после восстания студентов Политехнического университета, был вновь арестован и отправлен в концлагерь на остров Ярос.
С падением диктатуры в 1974 году, Зорзовилис был окончательно освобождён и сразу был задействован партией в издании газеты «Новая Греция» («Νέας Ελλάδας»).
С началом легального издания официального органа компартии, газеты «Ризоспастис», был включён в редакционную коллегию газеты.
Зорзовилис стал членом ЦК компартии ещё будучи узником хунты (1972), а затем повторно переизбран на IX, X, XI и XII съездах партии.
Он также был ответственным за греческое издание журнала «Проблемы мира и социализма».
Умер в Афинах 20 января 1997 года.
Был похоронен на кладбище пригорода Эллинико.
Его гроб был покрыт красным флагом с серпом и молотом.
На церемонии похорон присутствовала делегация ЦК компартии во главе с её почётным председателем Х. Флоракисом.
В Декларации по случаю семидесятилетия Демократической армии (ΔΙΑΚΗΡΥΞΗ ΤΗΣ ΚΕΝΤΡΙΚΗΣ ΕΠΙΤΡΟΠΗΣ ΤΟΥ ΚΟΜΜΟΥΝΙΣΤΙΚΟΥ ΚΟΜΜΑΤΟΣ ΕΛΛΑΔΑΣ ΓΙΑ ΤΑ 70ΧΡΟΝΑ ΤΟΥ ΔΗΜΟΚΡΑΤΙΚΟΥ ΣΤΡΑΤΟΥ ΕΛΛΑΔΑΣ (ΔΣΕ) 1946—1949), опубликованной компартией Греции в феврале 2016 года, Зинон Зорзовилис упоминается третьим в числе восьми видных деятелей политической подготовки — пропаганды армии.
После его смерти, в переводе Зинона Зорзовилиса в 2010 году в Греции была издана «Педагогическая поэма» А. С. Макаренко.